# Belinda Beautiful
Belinda Beautiful er en børnefilm instrueret af Marianne Blicher efter manuskript af Rasmus Birch.

## Handling
Et portræt af en udsat teenagepige i provinsen, der i sin kamp for overlevelse og jagt på drømmefyren, håndboldtræneren Niels, sætter sit venskab med den yngre Frederik på spil. Filmen er et billede på teenagelivets skånselsløshed og omverdenens ubarmhjertige regelsæt for normalitet - skiller man sig ud, er man fucked!